# Paul Marie Nguyễn Minh Nhật
Paul Marie Nguyễn Minh Nhật (ur. 12 września 1926 w Thượng Kiệm, zm. 17 stycznia 2007 w Long Khanh) – wietnamski duchowny rzymskokatolicki, biskup koadiutor Xuân Lộc w latach 1975–1988, biskup diecezjalny Xuân Lộc w latach 1988–2004, przewodniczący Konferencji Episkopatu Wietnamu w latach 1990–1995, od 2004 biskup senior diecezji Xuân Lộc.

## Życiorys
Paul Marie Nguyễn Minh Nhật urodził się 12 września 1926 w Thượng Kiệm w prowincji Ninh Bình. Formację kapłańską otrzymał w niższym seminarium św. Józefa w Sajgonie. Święcenia prezbiteratu przyjął 7 czerwca 1952.
16 lipca 1975 papież Paweł VI prekonizował go biskupem koadiutorem diecezji Xuân Lộc ze stolicą tytularną Vergi. Tego samego dnia otrzymał święcenia biskupie w katedrze Chrystusa Króla w Long Khanh. Udzieli mu ich Dominique Nguyễn Văn Lãng, biskup diecezjalny Xuân Lộc, w asyście księży: Paula Nguyễn Minh Tri i Josepha Trần Đình Vận. Jako zawołanie biskupie przyjął słowa „Służ Bogu z radością”. 22 lutego 1988 po przyjęciu rezygnacji biskupa Dominique Nguyễn Văn Lãng został ustanowiony biskupem diecezjalnym, jednocześnie odbył ingres do katedry Chrystusa Króla, w trakcie którego kanonicznie objął urząd.
W latach 1990–1995 był przewodniczącym Konferencji Episkopatu Wietnamu.
30 września 2004 papież Jan Paweł II przyjął jego rezygnację z obowiązków biskupa diecezjalnego Xuân Lộc.
Zmarł 17 stycznia 2007.